# Phantasiai
En filosofía helenística el término phantasiai (φαντασίαι) es información basada en sentido de experiencia.
Platón describió phantasiai como una mezcla de percepción y doxa (juicio / opinión).
Aristóteles colocó phantasiai entre la percepción y el pensamiento. Para Aristóteles, phantasiai se basa en la percepción sensorial e incluye  imágenes mentales,  sueños y  alucinaciones.
Los pirronistas, epicúreos y los estoicos usan el término para referirse a la información recibida a través de los sentidos y que surge en los pensamientos. En las traducciones de textos pirronistas, el término generalmente se traduce como "apariencias", pero en las traducciones de textos estoicos no hay consenso sobre cómo traducir el término, con "apariencia", "impresión", "presentación" y "representación" en uso.
En el epicureísmo, phantasiai son todas verdaderas, pero las opiniones (doxa) no son todas verdaderas. De las opiniones, entonces, según Epicuro, algunas son verdaderas y otras son falsas; los verdaderos son aquellos que testifican a favor y no en contra de la evidencia de sentido, y los falsos aquellos que testifican en contra y no a favor de esa evidencia.
En el estoicismo, los phantasiai representan juicios precognitivos que se originan en nuestras experiencias previas o en nuestro pensamiento subconsciente. Todos los estados y actividades psicológicos, como el asentimiento mental, la cognición, el impulso y el conocimiento, son extensiones o respuestas a phantasiai.  El fundador del estoicismo, Zenón de Citium, definió un phantasiai como una impronta ("tupôsis") en el "hêgemonikon" (facultad de mando). Sugirió que el alma está impresa por los sentidos de la misma manera que un anillo de sello imprime su forma en cera blanda.
Los estoicos sostuvieron que algunos phantasiai reciben asentimiento y otros no. El asentimiento ocurre cuando la mente acepta un phantasiai como verdadero. Según los estoicos, "doxa" es una creencia débil o falsa. El sabio evita la "doxa" cuando las condiciones no permiten una comprensión clara y segura de la verdad de un asunto. Algunos phantasiai son experimentados en circunstancias perceptualmente ideales, sin embargo, son tan claros y distintos que sólo podrían provenir de un objeto real; se decía que eran  kataleptikê (aptos para captar). El kataleptic phantasiai obliga al asentimiento por su misma claridad y representa el criterio de verdad.
El filósofo estoico Epicteto dijo lo siguiente sobre phantasiai:

Las impresiones (que los filósofos llaman φαντασίαι), por las cuales la mente del hombre es golpeada a primera vista por cualquier cosa que llegue a su intelecto, no están bajo su voluntad o control, sino que se impulsan al reconocimiento de los hombres por una cierta fuerza propia; pero los asentimientos (que ellos llaman συγκαταθέσεις) mediante los cuales se reconocen estas impresiones son voluntarios y dependen del control del hombre. Por lo tanto, cuando ocurre el terrible sonido de un trueno o una casa que se derrumba, o una noticia repentina de algún peligro u otro, o algo por el estilo, incluso el sabio se conmoverá por un momento y se encogerá y palidecerá, no por anticipación de la muerte. cualquier mal, sino de movimientos rápidos y desconsiderados que anticipan la acción de la mente racional. Actualmente, sin embargo, el sabio no asiente a tales impresiones (es decir, estas apariencias que aterrorizan su mente), no las aprueba ni las confirma con su opinión, sino que las rechaza y repele y no cree que haya nada formidable. en ellos; y esto, dicen, es la diferencia entre el sabio y el necio, que el necio piensa que las impresiones que al principio le parecen duras y crueles son realmente tales, y a medida que avanzan las aprueba con su propio asentimiento y las confirma por su opinión como si fueran realmente formidables (προσεπιδοξάζει es la frase que usan los estoicos al discutir esto), mientras que el sabio, después de mostrar emoción en color y complexión por un breve momento, no da su asentimiento, pero mantiene las opiniones que él Siempre ha tenido impresiones tan firmes y fuertes como de cosas que realmente no merecen ser temidas en absoluto, sino que sólo inspiran un terror vacío y ficticio.

Aulus Gellius describió el punto de vista pirrónico de la siguiente manera:
...dicen que las apariencias, a las que llaman φαντασίαι (phantasiai), se producen a partir de todos los objetos, no de acuerdo con la naturaleza de los objetos mismos, sino de acuerdo con la condición de la mente o el cuerpo de aquellos a quienes les llegan estas apariencias. Por lo tanto, llaman absolutamente a todas las cosas que afectan el sentido de los hombres τὰ πρός τι (es decir, "cosas relativas a otra cosa"). Esta expresión significa que no hay nada en absoluto que sea autodependiente o que tenga su propio poder y naturaleza, sino que absolutamente todas las cosas tienen "referencia a otra cosa" y parecen ser tal como su apariencia es mientras son vistas, y tal como están formadas por nuestros sentidos, a quienes vienen, no por las cosas mismas, de las cuales provienen procedió.
Este punto de vista es similar a la doctrina budista de origen dependiente. Los pirronistas sostienen que no se puede confiar en que "phantasiai" represente la realidad. Phantasiai simplemente parece ser real.